# Primer principio
Un primer principio es un principio básico, una proposición fundamental que como tal no admite demostración a partir de principios más básicos, o no necesita demostración por ser auto-evidente. Los primeros principios son abstractos y generales, aplicándose a una gran cantidad de casos.
En matemáticas y otros contextos, los primeros principios se conocen como axiomas o postulados. El "pensamiento de primeros principios" consiste en derivar las cosas a sus axiomas fundamentales probados en el campo dado, antes de razonar preguntando cuáles son relevantes para la pregunta en cuestión, luego hacer referencias cruzadas a las conclusiones basadas en los axiomas elegidos y asegurarse de que las conclusiones no violen ninguna leyes fundamentales. Los físicos incluyen conceptos contraintuitivos con reiteración.

## Principios filosóficos
Quizás el primer principio más paradigmático de la filosofía sea el principio de no contradicción. El mismo fue expuesto y defendido de manera más clara y explícita por Aristóteles en su Metafísica. Según Aristóteles, el principio de no contradicción es aquel según el cual es imposible que la misma característica pertenezca y no pertenezca al mismo objeto de la misma manera y al mismo tiempo. Por ejemplo, es imposible que una manzana sea roja y no sea roja en el mismo sentido y al mismo tiempo.
El principio de no contradicción puede entenderse en tres sentidos: 
- sentido lógico: Toda proposición contradictoria es falsa:  {\displaystyle \lnot (A\land \lnot A)}
- sentido doxástico: No es posible creer que {\displaystyle (A\land \lnot A)} es verdadero
- sentido ontológico: No es posible que una misma cosa sea y no sea en el mismo sentido y al mismo tiempo.

Como se dijo más arriba, el principio tuvo su exposición y defensa más famosa en la Metafísica de Aristóteles, más específicamente en el libro Gamma. Sin embargo, ¿cómo pudo Aristóteles presentar una defensa del principio de no contradicción, si se trata justamente de un primer principio? Su estrategia fue mostrar que, de negarse el principio de no contradicción, se cae en posiciones absurdas e insostenibles. De esta manera proveyó una defensa indirecta del principio, que respeta su estatus de primer principio.
Otros principios filosóficos importantes son el principio de identidad, según el cual toda entidad es idéntica a sí misma y sólo a sí misma; el principio de identidad de los indiscernibles, según el cual dos entidades con exactamente las mismas propiedades son la misma entidad; y el principio ex nihilo nihil fit, según el cual de la nada, nada proviene, o en otras palabras que nada puede surgir de la nada.

## Axiomas en lógica y matemática
En lógica, con el fin de estudiar la validez de los argumentos y la noción de consecuencia lógica, los lógicos construyen sistemas formales, los cuales consisten en un lenguaje formal junto con un aparato deductivo. El aparato deductivo consiste, a su vez, en un conjunto de fórmulas selectas y un conjunto de reglas de inferencia. Las fórmulas que pueden deducirse a partir de las fórmulas selectas utilizando las reglas de inferencia se conocen como teoremas. A las fórmulas selectas se las suele llamar axiomas, y pueden considerarse como los primeros principios de los sistemas formales.
En general, los axiomas se seleccionan de entre el resto de las fórmulas por dos razones: la primera, porque mediante la aplicación de las reglas de inferencia, es posible deducir de ellos todas las fórmulas que se desea tener como teoremas, y sólo esas fórmulas. La segunda, porque los axiomas resultan intuitivamente verdaderos. Este requisito de verdad intuitiva puede hacerse más riguroso si el sistema lógico cuenta con una semántica formal. Cuando se tiene una semántica formal, es posible determinar si una fórmula cualquiera es una verdad lógica o no. Los axiomas se seleccionarán entonces teniendo en cuenta no sólo su capacidad para demostrar teoremas, sino también por ser verdades lógicas. Una vez seleccionados los axiomas, en ocasiones es posible demostrar que todos los teoremas son verdades lógicas, y que todas las verdades lógicas son teoremas (en otras palabras, que el conjunto de los teoremas y de las verdades lógicas coinciden). Si el sistema lógico posee la primera propiedad, se dice que es correcto, y si posee la segunda, se dice que es completo. Estas dos propiedades metalógicas se encuentran entre las más deseables para un sistema lógico, y por lo tanto los axiomas generalmente se seleccionan teniendo en cuenta si permiten o no demostrar la corrección y completitud del sistema.
Muchas partes de la matemática están axiomatizadas, lo que significa que existe un conjunto de axiomas de los cuales es posible deducir todas las verdades de esa parte de la matemática. Por ejemplo, de los axiomas de Peano es posible deducir todas las verdades de la aritmética (y por extensión, de otras partes de la matemática). Dos axiomas particularmente importantes y controversiales de la matemática son el quinto postulado de la geometría euclidiana, y el axioma de elección en la teoría de conjuntos.

## Principios físicos
En física, se dice que un cálculo proviene de los primeros principios o ab initio, si comienza directamente en el nivel de las leyes establecidas de la física y no hace suposiciones tales como el modelo y los parámetros de ajuste. Por ejemplo, cálculos o simulación de estereoelectrónica usando la ecuación de Schrödinger directamente es un enfoque ab initio, ya que la ecuación es más que una definición de energía en el nivel del cuanto.
El sexto de los problemas de Hilbert consiste, justamente, en axiomatizar toda la física. En otras palabras, se trata de encontrar los primeros principios a partir de los cuales puedan deducirse todas las verdades de la física.